# Bischr ibn al-Barāʾ
Bischr ibn al-Barāʾ (arabisch بشر بن البراء, DMG Bišr b. al-Barāʾ; † 628 in Chaibar) war ein Gefährte des Propheten Mohammed. Der Name seines Vaters lautete al-Barāʾ ibn Maʿrūr. Bischr gehörte zum Stamm der Banu Salama und schloss sich zusammen mit seinem Vater dem Islam im Jahre 622 n. Chr. bei der zweiten Huldigung von Aqaba an.

## Leben
Bischr war wegen seiner Fähigkeiten als Bogenschütze berühmt. Er nahm an der Schlacht von Badr, der Schlacht von Uhud, der Grabenschlacht, dem Zug nach Hudaibiyya und dem Zug nach Chaibar teil. Nach der Kapitulation der dortigen Juden ist er einem Giftmord zum Opfer gefallen. Täterin war eine Jüdin namens Zainab bint Harith, die bei den kriegerischen Auseinandersetzungen ihre gesamte männliche Verwandtschaft verloren hatte und nun Rache üben wollte. Ibn Ishaq berichtet über dieses Ereignis mit den folgenden Worten:
„Eines Tages, nachdem die Eroberungen beendet waren und der Prophet sich sicher wähnte, schenkte ihm Zainab bint Harith, eine der gefangenen Frauen, ein gebratenes Schaf. Sie hatte sich vorher erkundigt, welches Stück vom Schaf ihm am liebsten sei, und man hatte ihr die Schulter genannt. Darauf vergiftete sie das ganze Schaf, tat auf die Schulter aber besonders viel Gift. Dann brachte sie es herbei und legte es vor dem Propheten nieder. Er nahm sich das Schulterstück und kaute einen Bissen davon, schluckte ihn aber nicht herunter. Bishr ibn Bara', der beim Propheten war und sich ebenfalls einen Bissen genommen hatte, verschlang diesen jedoch. Der Prophet dagegen spuckte ihn aus und sprach: ’Dieser Knochen sagt mir [!], daß er vergiftet ist.’ Er ließ die Frau holen, und sie gestand. Als er sie fragte, weshalb sie dies getan habe, antwortete sie ihm: ’Du weißt, was du meinem Volke angetan hast. Ich dachte mir: Wenn du nur ein König bist, werde ich damit von dir erlöst sein; bist du aber ein Prophet, wirst du gewarnt werden.’ Da ließ sie der Prophet ungestraft ziehen. Bishr starb aber an dem, was er gegessen hatte.“
Die Angaben über den Tod Bischrs divergieren. Einige Quellen berichten, dass er auf der Stelle gestorben sei, andere berichten, er sei noch kein Jahr später gestorben.